# Брусно (Банска Бистрица)
Брусно (слч. Brusno) насељено је мјесто са административним статусом сеоске општине (слч. obec) у округу Банска Бистрица, у Банскобистричком крају, Словачка Република.

## Становништво
| Година:    | 1994. | 2004.   | 2014.   | 2024.   |
| ---------- | ----- | ------- | ------- | ------- |
| Број људи: | 2081  | 2114    | 2145    | 2122    |
| Разлика:   |       | +1,58 % | +1,46 % | -1,07 % |

| Година:    | 2023. | 2024.   |
| ---------- | ----- | ------- |
| Број људи: | 2126  | 2122    |
| Разлика:   |       | -0,18 % |

Према подацима о броју становника из 2011. године насеље је имало 2.140 становника.